# Liste von Persönlichkeiten der Stadt Portland
Die Liste von Persönlichkeiten der Stadt Portland enthält Personen, die in Portland im US-Bundesstaat Oregon geboren wurden sowie solche, die in Portland ihren Wirkungskreis hatten, ohne hier geboren zu sein. Beide Abschnitte sind jeweils chronologisch nach dem Geburtsjahr sortiert. Die Liste erhebt keinen Anspruch auf Vollständigkeit.

## In Portland geborene Persönlichkeiten

### Bis 1900
- Helen Savier DuMond (1872–1968), Malerin
- Julius Meier (1874–1937), Politiker
- Frederick W. Mulkey (1874–1924), Politiker
- Rufus C. Holman (1877–1959), Politiker
- John Kenneth Turner (1879–1948), Publizist, Journalist und Autor
- Lindon Bates (1883–1915), Kommunalpolitiker, Ingenieur und Autor
- Imogen Cunningham (1883–1976), Fotografin
- Robert L. Ghormley (1883–1958), Vice Admiral der US Navy im Zweiten Weltkrieg
- Robert Sears (1884–1979), Fechter
- Forrest Smithson (1884–1962), Leichtathlet
- Richmond K. Turner (1885–1961), Admiral der US Navy
- John Reed (1887–1920), Journalist
- Franklin F. Korell (1889–1965), Politiker
- Douglas McKay (1893–1959), Politiker
- George Olsen (1893–1971), Schlagzeuger
- Mary Jane Carr (1895–1988), Journalistin und Schriftstellerin
- Jack Pennick (1895–1964), Filmschauspieler
- Norman Ross (1896–1953), Schwimmer
- John Hubert Hall (1899–1970), Politiker
- Byron Haskin (1899–1984), Film- und Fernsehregisseur, Kameramann und Produzent
- Robert M. Montague (1899–1958), Generalleutnant der United States Army
- Paul Hugh Emmett (1900–1985), Physikochemiker

### 1901 bis 1920
- Linus Carl Pauling (1901–1994), Chemiker
- James Beard (1903–1985), Koch
- Ona Munson (1903–1955), Schauspielerin
- Kressmann Taylor (1903–1996), Schriftstellerin
- Mayo Methot (1904–1951), Schauspielerin
- Glen H. Taylor (1904–1984), Politiker und Unternehmer
- Julia Butler Hansen (1907–1988), Politikerin
- Norton Winfred Simon (1907–1993), Kunstsammler
- Bob Steele (1907–1988), Schauspieler
- Russell Gleason (1907–1945), Schauspieler
- Arthur Dake (1910–2000), Schachspieler
- Bill Bowerman (1911–1999), Leichtathletiktrainer und Unternehmer
- Walter H. Barkas (1912–1969), Professor der Physik an der University of California, Riverside
- Moulton Taylor (1912–1995), Flugzeugingenieur
- George Dantzig (1914–2005), Mathematiker
- Wilfrid Dixon (1915–2008), Statistiker
- Kenneth May (1915–1977), Mathematikhistoriker
- Midge Williams (1915–1952), Jazzsängerin
- Lou Harrison (1917–2003), Komponist
- Frank Armi (1918–1992), Autorennfahrer
- Phil Moore (1918–1987), Jazz-Pianist, Komponist, Arrangeur und Orchesterleiter
- Johnny Pesky (1919–2012), Baseballspieler
- Bob Johnson (1920–1993), Synchronsprecher
- Robert Mann (1920–2018), Geiger, Dirigent, Komponist und Musikpädagoge
- John Henry Merryman  (1920–2015), Rechtswissenschaftler

### 1921 bis 1930
- Jeanne M. Holm (1921–2010), Generalmajorin
- Richard Diebenkorn (1922–1993), Maler
- Victor G. Atiyeh (1923–2014), Politiker
- Harriet Frank Jr. (1923–2020), Drehbuchautorin
- David L. Hoggan (1923–1988), Historiker
- Dika Newlin (1923–2006), Komponistin, Musikwissenschaftlerin und -pädagogin
- Gordon Reid (1923–1952), Rennfahrer
- Harry Everett Smith (1923–1991), Experimentalfilmer, Maler, Musikforscher, Anthropologe, Linguist, Sammler, Bohemien und Okkultist
- Lee Dorsey (1924–1986), Sänger
- Hugh Gallen (1924–1982), Politiker
- Derroll Adams (1925–2000), Folksänger
- Robert L. Benson (1925–1996), Historiker
- Suzanne Edwards (1925–2021), Schwimmerin
- Douglas C. Engelbart (1925–2013), Computertechniker und Erfinder
- Allen Forte (1926–2014), Musikwissenschaftler und -theoretiker
- Brockman Adams (1927–2004), Politiker
- Jim Elliot (1927–1956), Missionar
- Dell Hymes (1927–2009), Linguist und Anthropologe
- Don Manning (1927–2014), Jazzmusiker und Rundfunkmoderator
- Henry Clay Myers jun. (1927–2004), Politiker
- Gordon Scott (1927–2007), Schauspieler
- Lorraine Geller (1928–1958), Jazz-Pianistin
- William Smith (1928–2018), Ringer
- Rachel Ames (* 1929), Schauspielerin
- Rod Levitt (1929–2007), Jazz-Posaunist und Komponist
- Jane Powell (1929–2021), Schauspielerin
- Jeannie Hoffman (1930–2008), Jazzmusikerin
- Theodore G. Jenes Jr. (1930–2023), Generalleutnant der United States Army
- John Millman (1930–2021), kanadischer Radrennfahrer

### 1931 bis 1940
- Robert Freeman Smith (1931–2020), Politiker
- Bob Packwood (* 1932), Politiker
- John W. Daly (1933–2008), Herpetologe, Biochemiker und Pharmakologe
- Ray Dolby (1933–2013), Ingenieur und Erfinder
- Alan Heston (1934–2024), Wirtschaftswissenschaftler und Hochschullehrer
- David E. Jeremiah (1934–2013), Admiral
- Kenny Hing (1935–2019), Jazzmusiker
- Donald P. Hodel (* 1935), Politiker
- Al Hood (≈1936–2003), Jazzpianist und Komponist
- Daniel S. Kemp (1936–2020), Chemiker und Professor am MIT
- Judi Meredith (1936–2014), Schauspielerin
- Warren M. Washington (1936–2024), Meteorologe
- Ernie Carson (1937–2012), Jazzmusiker
- Virginia Euwer Wolff (* 1937), Schriftstellerin
- Philip Knight (* 1938), Unternehmer
- Douglas Leedy (1938–2015), Komponist, Dirigent, Hornist, Cembalist, Sänger und Musikpädagoge
- Stanley David Griggs (1939–1989), Astronaut
- Patricia Schroeder (1940–2023), Politikerin

### 1941 bis 1960
- David Lidov (* 1941), Komponist, Hochschullehrer und Musiktheoretiker
- Glen Moore (* 1941), Jazzmusiker
- Paul Staiger (* 1941), Maler
- Les AuCoin (* 1942), Politiker
- Kim Lundgren (* 1942), Gründer von Air Berlin
- Kenneth Patera (* 1942), Gewichtheber und Wrestler
- John L. Casti (* 1943), Mathematiker
- Kenny Moore (1943–2022), Langstreckenläufer und Sportjournalist
- Burt Rutan (* 1943), Luft- und Raumfahrtingenieur
- Mel Brown (* 1944), Schlagzeuger
- Richard Greenblatt (* 1944), Informatiker
- Richard C. Elliott (1945–2008), Künstler
- Carolyn Wood (* 1945), Schwimmerin
- Tom Grant (* 1946), Jazzmusiker
- Kathy Kriger (1946–2018), Diplomatin und Restaurantbesitzerin in Casablanca
- Bill Plympton (* 1946), Animator und Regisseur
- Martin Wong (1946–1999), Maler
- Dick Fosbury (1947–2023), Leichtathlet
- Drew Struzan (* 1947), Künstler und Illustrator
- Claxton Welch (* 1947), American-Football-Spieler
- Earl Blumenauer (* 1948), Politiker
- Sally Struthers (* 1948), Schauspielerin
- Anne Schedeen (* 1949), Schauspielerin
- John Callahan (1951–2010), Cartoonist und Musiker
- Jordan D. Schnitzer (* 1951), Geschäftsmann, Kunstsammler, Mäzen und Philanthrop
- Mark Weber (* 1951), Geschichtsrevisionist
- Carter F. Ham (* 1952), General der US Army
- Paul deLay (1952–2007), Sänger und Mundharmonikaspieler
- Mitch Pileggi (* 1952), Schauspieler
- Henry William Brands (* 1953), Pädagoge, Historiker, Hochschullehrer, Autor
- Barbara Niven (* 1953), Schauspielerin
- Rebecca Wirfs-Brock (* 1953), Unternehmensberaterin
- Bruce Abbott (* 1954), Schauspieler
- Matt Groening (* 1954), Erfinder der Zeichentrickfilmserien Die Simpsons und Futurama
- Margaux Hemingway (1954–1996), Schauspielerin und Model
- Dana T. Atkins (* 1955), Generalleutnant der United States Air Force
- Mike Horner, eigentlich Donald Thomas Hart (* 1955), Pornodarsteller
- Marco Eneidi (1956–2016), Altsaxophonist
- Greg Joy (* 1956), kanadischer Hochspringer
- Kevin O’Rourke (* 1956), Schauspieler
- Lucy Jane Bledsoe (* 1957), Autorin
- Michael Allen Harrison (* 1958), Pianist, Singer-Songwriter, Komponist und Musikproduzent
- Phillip J. Roth (* 1959), Drehbuchautor, Filmregisseur und -produzent
- Page Hamilton (* 1960), Musiker und Gitarrist
- Tommy Thayer (* 1960), Musiker und Gitarrist

### 1961 bis 1980
- Chris Botti (* 1962), Jazz-Trompeter
- David DeCoteau (* 1962), Filmregisseur und Filmproduzent
- Kory Tarpenning (* 1962), Stabhochspringer
- A. C. Green (* 1963), Basketballspieler
- Dan Reed (* 1963), Musiker und Schauspieler
- Richard Zander (* 1964), Eiskunstläufer
- Jill Walsh (1965–2012), Sängerin und Songwriterin
- Art Barr (1966–1994), Wrestler
- Dan O’Brien (* 1966), Zehnkämpfer
- Peter Coleman Epstein (* 1967), Jazz-Saxophonist und Hochschullehrer
- Anthony Jensen (* 1967), Schauspieler, Fernseh- und Filmproduzent
- Rebecca Schaeffer (1967–1989), Filmschauspielerin und Fotomodell
- Kathleen Hanna (* 1968), Musikerin, feministische Aktivistin und Autorin
- Brad Wilk (* 1968), Schlagzeuger
- Michelle Clunie (* 1969), Schauspielerin
- Kim Rhodes (* 1969), Schauspielerin
- Aaron Rose (* 1969), Künstler, Schriftsteller, Regisseur und Kurator
- Zeb Atlas (* 1970), Pornodarsteller, Bodybuilder und Model
- Tonya Harding (* 1970), Eiskunstläuferin
- John McEntire (* 1970), Schlagzeuger, Multi-Instrumentalist und Produzent
- Alex Ross (* 1970), Comiczeichner
- Tiffeny Milbrett (* 1972), Fußballspielerin
- Damon Stoudamire (* 1973), Basketballspieler
- Laura Allen (* 1974), Schauspielerin
- Danny Way (* 1974), Skateboarder
- Adrian Williams (* 1974), Künstlerin
- Kaitlin Olson (* 1975), Schauspielerin
- Adah Almutairi (* 1976), US-amerikanisch-saudische Wissenschaftlerin, Erfinderin und Professorin
- Ben Crane (* 1976), Profigolfer
- Jill Bakken (* 1977), Bobsportlerin
- Cade McNown (* 1977), American-Football-Spieler
- Joel David Moore (* 1977), Schauspieler
- Ime Udoka (* 1977), Basketballspieler
- K’Zell Wesson (* 1977), Basketballspieler
- Lisa Brennan-Jobs (* 1978), Autorin; Tochter von Apple-Mitbegründer Steve Jobs
- Ellen Estes (* 1978), Wasserballspielerin
- Lars Flora (* 1978), Skilangläufer
- Erin Chambers (* 1979), Schauspielerin
- Doug Ollerenshaw (* 1979), Radsportler
- Justin Spinelli (* 1979), Radrennfahrer
- Chris Leben (* 1980), Mixed-Martial-Arts-Kämpfer
- Travis Parrott (* 1980), Tennisspieler
- Katee Sackhoff (* 1980), Schauspielerin

### 1981 bis 1990
- Bret Harrison (* 1982), Schauspieler
- Michael Cassidy (* 1983), Schauspieler
- Zachary Ray Sherman (* 1984), Schauspieler, Filmproduzent, Filmregisseur und Drehbuchautor
- Esperanza Spalding (* 1984), Jazzmusikerin
- Ronnie Brewer (* 1985), Basketballspieler
- John Robinson (* 1985), Schauspieler
- Elsie Windes (* 1985), Wasserballspielerin
- Jack Hillen (* 1986), Eishockeyspieler
- Galen Rupp (* 1986), Langstreckenläufer
- Marissa Coleman (* 1987), Basketballspielerin
- Alex Frost (* 1987), Schauspieler
- Zach Lapidus (* 1987), Jazzmusiker
- Ndamukong Suh (* 1987), American-Football-Spieler
- Ashton Eaton (* 1988), Zehnkämpfer
- Ryan Bailey (* 1989), Sprinter
- Sammy Carlson (* 1989), Freestyle- und Freeride-Skier
- Kate Deines (* 1989), Fußballspielerin
- Kimberly Hill (* 1989), Volleyballspielerin
- Mike Remmers (* 1989), American-Football-Spieler
- Sho Yano (* 1990), Wunderkind

### Ab 1991
- Chad Chayabutr (* 1991), thailändisch-US-amerikanischer Fußballspieler
- Nicole Glover (1991), Jazzmusikerin
- Terrence Ross (* 1991), Basketballspieler
- Terrence Jones (* 1992), Basketballspieler
- Landen Lucas (* 1993), Basketballspieler und Pokerspieler
- Jessa Rhodes (* 1993), Pornodarstellerin
- Abby Smith (* 1993), Fußballspielerin
- Katerina Tannenbaum (* 1993), Schauspielerin und Model
- Martenne Bettendorf (* 1994), Volleyballspielerin
- Kendrick Bourne (* 1995), American-Football-Spieler
- Domantas Sabonis (* 1996), litauischer Basketballspieler
- Jasmine Gross (* 1998), Volleyballspielerin
- Jasper Weatherby (* 1998), Eishockeyspieler
- Scotty Pippen Jr. (* 2000), Basketballspieler
- Célia Dupré (* 2001), Schweizer Ruderin
- Rory Leonard (* 2001), britischer Langstreckenläufer
- Ciara Riley Wilson (* 2001), Schauspielerin und Synchronsprecherin
- Soni Bringas (* 2002), Schauspielerin und Tänzerin
- Philipp Huster (* 2002), deutscher Beachvolleyballspieler

## Bekannte Einwohner von Portland
- Charles Martin (1863–1946), Gouverneur
- Robert B. Duncan (1920–2011), Politiker
- George Herman (1928–2019), Schriftsteller, Regisseur und Bühnenautor
- Ursula K. Le Guin (1929–2018), Schriftstellerin
- Robert Landsburg (1931–1980), Fotograf
- Dave Frishberg (1933–2021), Journalist und Jazzmusiker
- Kwon Jae-hwa (* 1937), Taekwondo-Großmeister
- Arnold Mindell (1940–2024), Psychotherapeut und Schriftsteller
- Jim Pepper (1941–1992), Jazzmusiker
- John Gross (* 1944), Jazzmusiker
- Larry Norman (1947–2008), Sänger und Komponist
- Ron Wyden (* 1949), Politiker
- William Hurt (1950–2022), Schauspieler
- Reid Blackburn (1952–1980), Fotograf
- Gus Van Sant (* 1952), Filmregisseur, Produzent, Fotograf und Musiker
- David Wu (* 1955), Politiker
- Joe Sacco (* 1960), maltesisch-amerikanischer Comiczeichner
- Paul Gilbert (* 1966), Rockmusiker
- Stephen Malkmus (* 1966), Sänger
- Corin Tucker (* 1972), Musikerin
- Laura Veirs (* 1973), Sängerin
- Ehren McGhehey (* 1976), Stuntman und Schauspieler
- Paul Gaustad (* 1982), Eishockeyspieler
- Matthew Tegenkamp (* 1982), Langstreckenläufer
- Michel Macedo (* 1998), brasilianischer Skirennläufer